# Croix des Beaux-Regards
La croix des Beaux-Regards est une croix située à Soing-Cubry-Charentenay, en France.

## Localisation
La croix est située sur la commune de Soing-Cubry-Charentenay, dans le département français de la Haute-Saône.

## Historique
L'édifice est inscrit au titre des monuments historiques en 1989.